# Onocephala tepahi
Onocephala tepahi är en skalbaggsart som beskrevs av Dillon 1946. Onocephala tepahi ingår i släktet Onocephala och familjen långhorningar. Inga underarter finns listade i Catalogue of Life.